# Porcellium vejdovskyi
Porcellium vejdovskyi är en kräftdjursart som beskrevs av Cerny 1939. Porcellium vejdovskyi ingår i släktet Porcellium och familjen Trachelipodidae. Inga underarter finns listade i Catalogue of Life.